# Kotojärvi (Gällivare socken, Lappland)
Kotojärvi är en sjö i Gällivare kommun i Lappland och ingår i Råneälvens huvudavrinningsområde.